# Kasimir Fajans
Kasimir Fajans o Kazimierz Fajans (Varsòvia, 1887 - Ann Arbor, 1975) va ser un químic i físic pioner de la ciència de la radioactivitat.
Era de família jueva. Va ser professor a les universitats tècniques de Karlsruhe i de Múnic, on inicià la seva recerca científica el 1917. L'any 1935 emigrà als Estats Units on va ser professor a la Universitat de Michigan i es va nacionalitzar estatunidenc.
Va fer importants recerques en el camp de la radioactivitat i isotopia i desenvolupà la teoria quàntica de l'estructura electrònica molecular.
El 1913 descobrí les lleis que regulen el desplaçament del pic en les transformacions radioactives, ensems que el britànic Frederick Soddy. Actualment aquestes lleis reben el nom de lleis de Soddy-Fajans.
Elaborà unes regles referents a l'enllaç químic que porten el seu nom, a més de descobrir també un element atòmic nou, el protoactini, el descobriment es va fer junt amb l'estudiant, Oswald Helmuth Göhring.